# Veldtocht in New Mexico
De veldtocht in New Mexico vond plaats tussen februari en april 1862 tijdens de Amerikaanse Burgeroorlog. Het doel van deze veldtocht was de poging van de Zuidelijken om het Zuidwesten van de Verenigde Staten, inclusief de goudmijnen van Colorado en de havens van Californië, te veroveren. Historici bestempelen deze veldtocht als de meest ambitieuze campagne van de Confederatie. Naast de verovering van het Zuidwesten, zouden ze ook een tweede front openen in het conflict.
De Zuidelijken, onder leiding van Henry H. Sibley vertrokken vanuit Fort Bliss in Texas. Ze marcheerden langs de Rio Grande naar Noordelijk territorium. Na de overwinning in de Slag bij Valverde slaagde de Zuidelijken er niet in om Fort Craig in te nemen. De hoofdmacht van de Noordelijke aanwezigheid werd dus niet vernietigd. De Zuidelijken zetten hun opmars verder langs de Rio Grande naar Santa Fe, New Mexico met de Noordelijke aanwezigheid in hun achterhoede. In de Slag bij Glorieta Pass versloegen de Zuidelijken een andere Noordelijke strijdmacht. Ze moesten zich echter terugtrekken na het verlies van hun voorraadwagens.
Als de Zuidelijken in hun opzet geslaagd zouden zijn, zouden de Noordelijken een grote bron van goud- en zilvervoorraden verloren hebben. Waarschijnlijk zou de Noordelijke marine het moeilijk gehad hebben om enkele honderden kilometers extra kustlijn te blokkeren. Een Zuidelijke overwinning zou ook extra Noordelijke eenheden naar dit gebied verplaatst hebben. Deze eenheden zouden de strijd tegen de Indianenstammen niet hebben kunnen voortzetten.

## Samenstelling van de beide strijdmachten
De Noordelijke eenheden in het departement van New Mexico waren gelegerd in Fort Craig. Hun bevelhebber was kolonel Edward Canby. Onder zijn rechtstreeks bevel in het fort stonden vijf regimenten van de New Mexico volunteer infantry (1st tot en met 5th New Mexico Infantry) en een compagnie van de 2nd Colorado Infantry. Eveneens had hij twee artillerie batterijen, elf compagnieën van de 5th, 7th en 10th Infantry Regiment onder zijn bevel. De cavalerie bestond uit zes compagnieën van de 2nd Cavalry Regiment en 3rd U.S. Cavalry. Twee regimenten van New Mexico militia vervolledigen het lijstje. In Fort Union, onder leiding van kolonel Gabriel Rene Paul waren een compagnie van de 2nd Colorado Infantry, een bataljon van de 5th U.S. Infantry Regiment, een detachement van de 1st Cavalry Regiment en de 3rd Cavalry Regiment, een compagnie van de 4th New Mexico Infantry en twee artillerie batterijen.
Het Zuidelijke Army of New Mexico stond onder leiding van brigadegeneraal Henry Hopkins Sibley. Hij had de 4th Texas Mounted Rifles, de 5th Texas Mounted Rifles, zes compagnieën van de 2nd Texas Mounted Rifles en verschillende compagnieën van de Arizona Confederate mounted volunteers. Verschillende houwitsers vormden zijn artillerie. Na zijn aankomst in New Mexico in januari, vormde Sibley van zijn artillerie een nieuw bataljon onder leiding van kapitein Trevanion Teel. Teel werd bevorderd tot majoor. Tegen het einde van februari werden 5 bijkomende compagnieën toegevoegd aan zijn leger van de 7th Texas. Deze werden ingekwartierd in Fort Thorn in Mesilla.

## De Zuidelijke strategie
De bewoners van het zuidelijk deel van New Mexico Territory klaagden al jaren dat Santa Fe te ver verwijderd lag om hun problemen en grieven duidelijk te kunnen communiceren. Toen het reguliere leger zich terugtrok in het begin van de oorlog, voelden de bewoners zich in de steek gelaten. In maart 1861 werd in de bijeenkomsten in Mesilla en Tucson beslist om zich af te scheiden van de unie. Ze vormden hun eigen militie-eenheden om zich te verdedigen tegen Noordelijke agressie.
In juli 1861 leidde luitenant-kolonel John Baylor een bataljon van Texas Mounted Rifles Volunteers naar het zuidelijk deel van de New Mexico Territory waar hij Mesilla innam na de Slag bij Messila.
De Campagne in New Mexico was een verlengde van de strategie die Sibley voorgelegd had aan president Jefferson Davis. Sibley wilde via de oostelijke zijde van de Rocky Mountains Colorado innemen, met de rijke goud- en zilvervoorraden, en Fort Laramie, het belangrijkste Noordelijke fort dat de weg bewaakte naar de havens van Californië. Om deze grote tocht in een korte tijd te kunnen uitvoeren, nam hij weinig voorraden met zich mee. Zijn leger zou van het land moeten leven en van de eventuele opslagplaatsen die in hun handen zouden vallen op hun route. Nadat Sibley deze gebieden onder controle gekregen zou hebben, zou hij verder oprukken naar zuidelijk Californië.

## Opmars naar Santa Fe.
Op 20 december 1861 verspreidde generaal Sibley, bevelhebber van het Army of New Mexico een proclamatie waarin hij verklaarde New Mexico in bezit te nemen voor de Geconfedereerde Staten van Amerika. . Hij riep de burgers op om hun trouw aan de Unie af te zweren en de Confederatie te steunen. De burgers die hun medewerking aan de Unie niet zouden stopzetten, zouden de gevolgen dragen. In februari 1862 marcheerde Sibley vanuit Fort Thorn de vallei van de Rio Grande in. Zijn eerste doel was Santa Fe en de Noordelijke opslagplaatsen van Fort Union. Langs de route detacheerde Sibley 54 soldaten om Tuscon te bezetten. De Zuidelijke opmars volgde de westelijke oever van de rivier richting Fort Craig. Dit fort werd bemand door 3.800 Noordelijke soldaten onder leiding van Canby. Goed wetende dat hij zo’n grote eenheid niet in zijn achterhoede moest hebben, probeerde Sibley de Noordelijken uit hun kamp te lokken. Daarna kon hij ze hopelijk verslaan.
Op 19 februari kampeerde Sibley ten oosten van het fort met de intentie om de communicatielijnen van de Noordelijken af te snijden. Op 20 februari kwamen Noordelijke eenheden uit het fort, maar werden zwaar beschoten door Zuidelijke artillerie. De volgende dag rukten de Zuidelijken op naar de oversteekplaats bij Valverde op ongeveer een 10 km van het fort. Canby viel de Zuidelijke opmars aan. Hij werd echter teruggeslagen door de troepen onder leiding van kolonel Thomas Green. Green had het bevel van Sibley overgenomen nadat de laatste onwel geworden was. Canby’s troepen trokken zich terug naar het fort, maar weigerden zich over te geven.
De Zuidelijken hadden niet genoeg voorraden of het benodigde materiaal bij zich om het fort te belegeren. Daarom besliste Sibley om het fort links te laten liggen en de opmars richting Santa Fe voort te zetten. In Santa Fe hoopte Sibley de nodige voorraden te kunnen veroveren en de communicatielijnen van het Fort af te snijden. Bij Valverde was de 4th Texas de meeste van zijn paarden kwijt en moest daarom te voet gaan. Ze waren ook veel van hun bagagewagens kwijt geraakt waardoor de gewonden moeilijk te transporteren waren. Daardoor liep de opmars grote vertraging op. Ondertussen probeerde Canby de vijandelijke eenheden klem te zetten tussen zijn fort en Fort Union. De militie en de vrijwilligerseenheden werden ontbonden. Hij stuurde de meeste van zijn bereden eenheden naar het noorden om op te treden als partizanen. Zij moesten Sibleys vooruitgang bemoeilijken door alle vee, graan en andere voorraden op zijn weg te verwijderen met het doel zijn leger ernstig te verzwakken.
Op 2 maart bereikten de Zuidelijken Albuquerque. Santa Fe kwam in zicht op 13 maart. Door hun trage opmars slaagden ze er niet in om de Noordelijke voorraden in handen te krijgen. Fort Union werd versterkt door eenheden uit Colorado onder leiding van kolonel John P. Slough. Slough had senioriteit over kolonel Paul en nam daarom het bevel over het fort over. Toen Canby vernam dat Slough bevelhebber was, stuurde hij een boodschapper naar hem toe om de gezamenlijke tactiek te bespreken. In zijn boodschap stond ook dat Slough zo veel mogelijk de vijand moest lastigvallen met partizanenacties. Slough interpreteerde deze boodschap als een goedkeuring om de vijand ten volle aan te vallen. Hij vertrok met zijn 1.342 soldaten om de Zuidelijken aan te vallen. Op 28 maart ontmoetten de beide legers elkaar in de Slag bij Glorieta Pass. De Zuidelijken slaagden erin om door de Pass te breken. Ze moesten zich echter terugtrekken nadat hun bagagetrein vernietigd was. Sibley trok zich terug in Albuquerque om daar de versterkingen en nieuwe voorraden af te wachten. Slough trok zich ook terug nadat hij van Canby het dringende bevel gekregen had om zich terug te trekken in Fort Union. Toen Slough terug was in het fort legde hij zijn bevel neer en keerde terug naar Colorado. Paul nam het bevel van het fort opnieuw op zich.
Canby ontdekte via verkenning en informanten dat de Zuidelijke positie danig verzwakt was. Hij liet kleine garnizoenen achter in Fort Craig en Fort Union en verzamelde de rest van zijn leger bij Albuquerque. Na de Slag bij Albuquerque op 12 april trok Sibley zich terug naar Texas. Hij had te weinig voorraden en munitie om nog veel weerstand te bieden. Op 14 april werd er opnieuw slag geleverd in de Slag bij Peralta. Na veel heen en weer gevuur trokken de Zuidelijken zich terug, gedekt door een zandstorm. De terugtocht liep via Mesilla en San Antonio. Honderden Zuidelijken raakten achterop. Een achterhoede bestaande uit vier compagnieën van de 7th Texas bleven achter in Fort Thorn. Begin juli trokken ook deze eenheden zich terug.

## Gevolgen
Na de Zuidelijke terugtocht werden verschillende forten in het westen van Texas bezet door Noordelijke eenheden onder leiding van kolonel James Henry Carleton. Canby werd gepromoveerd tot brigadegeneraal en werd overgeplaatst naar de oostkust. Carleton volgde Canby op als departementshoofd. Hij werd eveneens gepromoveerd tot brigadegeneraal. De beste soldaten van de New Mexico Volunteers werden opgenomen in de 1st New Mexico Cavalry. Voor de rest van de oorlog zouden ze tegen Indianenstammen vechten.
De Zuidelijken gaven het plannen maken om deze regio te heroveren niet op. Geen enkel plan werd echter operationeel. Sibley’s brigade vocht nog tijdens de oorlog in Texas en Louisiana. Sibley zelf werd zijn rang afgenomen. In 1863 kreeg hij de taak om goederentreinen te begeleiden.

## Trivia
Deze campagne werd gebruikt als achtergrondverhaal voor de film The Good, the Bad and the Ugly uit 1966